# Brian Mariano

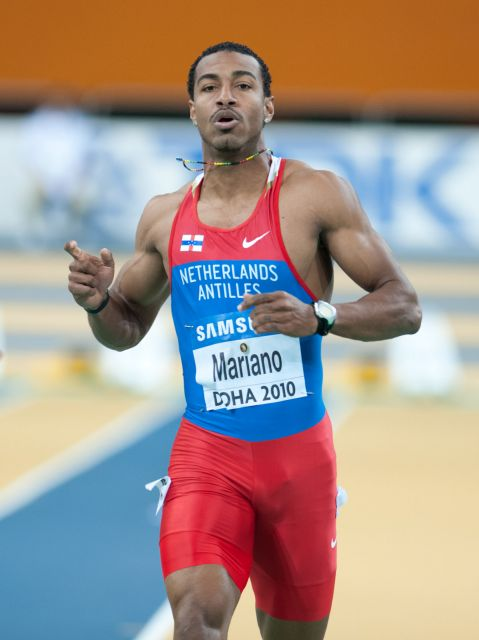
Brian Mariano bei den Hallenweltmeisterschaften 2010

Brian Mariano (Brian Vincent Mariano; * 22. Januar 1985 in Willemstad) ist ein niederländischer Sprinter. Er startete für die Niederländischen Antillen bis zu deren Auflösung am 10. Oktober 2010.
Bei den Zentralamerika- und Karibikspielen 2006 siegte er mit der Mannschaft der Niederländischen Antillen in der 4-mal-100-Meter-Staffel. 
2007 schied er bei den Panamerikanischen Spielen in Rio de Janeiro über 100 Meter im Vorlauf aus und kam in der 4-mal-100-Meter-Staffel auf den sechsten Platz. 
2010 wurde er bei den Hallenweltmeisterschaften in Doha über 60 Meter im Halbfinale disqualifiziert und gewann bei den Zentralamerika- und Karibikspielen Bronze in der 4-mal-100-Meter-Staffel.
Im Jahr darauf wurde er bei den Halleneuropameisterschaften 2011 in Paris Sechster über 60 Meter. Bei den Weltmeisterschaften in Daegu wurde er mit der niederländischen 4-mal-100-Meter-Stafette im Vorlauf disqualifiziert.
2012 siegte er mit der niederländischen 4-mal-100-Meter-Stafette bei den Europameisterschaften in Helsinki und kam mit ihr auf den fünften Platz bei den Olympischen Spielen in London. 
Ebenfalls Fünfter in der Staffel wurde er bei den Weltmeisterschaften 2013 in Moskau. Bei den Halleneuropameisterschaften 2015 in Prag erreichte er über 60 Meter das Halbfinale.
2009, 2010 und 2011 wurde er Niederländischer Hallenmeister über 60 Meter.
Wegen Schmuggels von 720 Gramm Kokain wurde Mariano 2013 zu einem halben Jahr Haft verurteilt, die er jedoch nicht antreten musste. 2016 gab er einen positiven Dopingtest ab.

## Persönliche Bestzeiten
- 60 m (Halle): 6,60 s, 14. Februar 2010, Gent (niederländischer Rekord: 6,60 s, 5. März 2011, Paris)
- 100 m: 10,23 s, 10. April 2010, El Paso
- 200 m: 20,81 s, 10. April 2010, El Paso